# Air Force Cross (Verenigd Koninkrijk)

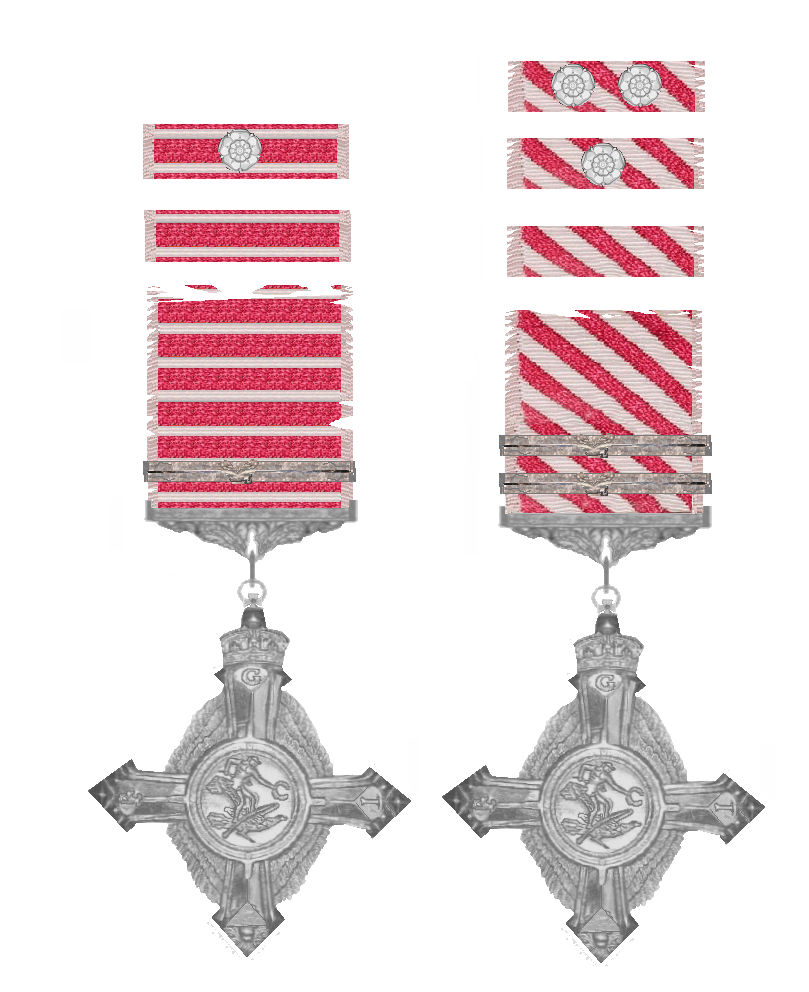
Kruisen uit 1918 met gesp en 1921 met twee gespen

Het Air Force Cross is een Britse onderscheiding. De decoratie werd ingesteld om officieren van de Britse luchtmacht die zich dapper betoonden maar op dat moment geen gevechtsvlucht vlogen te kunnen decoreren. Voor dapperheid in de lucht in de strijd tegen de vijand is er het Distinguished Flying Cross. Luchtmachtpersoneel dat geen officier was ontving in vergelijkbare gevallen de Air Force Medal. 
In 1993 werd het Britse militaire decoratiestelsel hervormd, het AFC en DFC bleven bestaan maar de corresponderende medailles werden door de twee kruisen en het nieuwe Conspicuous Gallantry Cross vervangen. Het Nederlandse Vliegerkruis is op het Air Force Cross en het Distinguished Flying Cross geïnspireerd en verenigt in de verleningscriteria de karakteristieken van beide Britse kruisen. Het lint met de in een hoek van 45 graden liggende rode en witte strepen heeft model gestaan voor luchtmachtonderscheidingen in de hele wereld.
Het Koninklijk Besluit van George V sprak van "een moedige daad of het toegewijd vervullen van de plicht terwijl gevlogen werd, maar niet in een gevechtsvlucht tegen de vijand".

## Geschiedenis
De kring van personen die voor het kruis in aanmerking komen is sinds de instelling uitgebreid. In eerste instantie waren dat officieren en tijdelijke officieren (Warrant Officers) van de luchtmacht. Later volgden de waarnemers en officieren van de artillerie en de marineluchtvaartdienst. In 1993 werd na het afschaffen van de Air Force Medal besloten dat alle rangen voor het Air Force Cross in aanmerking komen.
Tijdens de Eerste Wereldoorlog werden 680 kruisen verleend. Tijdens de Tweede Wereldoorlog werden 2001 Air Force Medals en 26 gespen toegekend. De enige tweede gesp werd in 1944 aan H. J. Wilson uitgereikt. Hij vloog in november 1945 met een standaard Gloster Meteor Mark IV met 606 mijl per uur over Herne Bay. Hij was de eerste piloot die sneller dan 600 mijl per uur vloog en ontving voor deze testvlucht zijn derde Air Force Cross.
In het conflict om de Falkland Eilanden werd het Air Force Cross zesmaal verleend. Tweemaal binnen de luchtmacht en viermaal aan vliegend personeel van de marine.
Het kruis werd 58 maal aan piloten van landen buiten het Gemenebest uitgereikt.

## Postnominale letters
De dragers van het Air Force Cross voeren de postnominale letters "AFC" achter hun naam.

## Het kruis
Het kruisvormige zilveren versiersel is 60 millimeter hoog en 54 millimeter breed. De ontwerper heeft het kruis vormgegeven in de indertijd populaire art-deco-stijl. In het midden is een afbeelding van de god Hermes, boodschapper der goden, afgebeeld. Hermes draagt een lauwerkrans en zit op de rug van een roofvogel. Op de vier armen is een propeller gelegd. De armen eindigen in een tudorkroon en drie bommen met het monogram van de regerende vorst.
Het kruis wordt met behulp van twee ringen en een met lauweren versierde gesp aan een lint op de linkerborst gedragen.
In 1918 werd een lint met witte en rode horizontale strepen van 8 millimeter breed voorgeschreven. Tweede of derde toekenningen werden door zilveren gespen met in het midden een paar vleugels op dat lint aangeduid. In 1919 werd een nieuw lint met rode en witte strepen in een hoek van 45 graden voorgeschreven. De strepen zijn breder dan die van de Air Force Medal.
De baton die op het dagelijkse uniform wordt gedragen heeft de kleuren van het lint. Gespen worden met kleine, op het lint vastgemaakte, zilveren rozen aangeduid.

## Het Air Force Cross en de Nederlandse luchtmacht
Het kruis werd tweemaal aan Nederlandse piloten toegekend.
- Luitenant ter Zee-vlieger Ie Klasse W.J. Reijnierse (1910-1967) van de Marineluchtvaartdienst in 1943.[5]
- Officier-vlieger der IIe Klasse J.H. Rijkhof op 24 juni 1944. Hij vloog bij de RAF No.24 Squadron.

| Batons van het Air Force Cross | Batons van het Air Force Cross | Batons van het Air Force Cross | Batons van het Air Force Cross |
|                                | AFC                            | AFC met gesp                   |                                |
| ------------------------------ | ------------------------------ | ------------------------------ | ------------------------------ |
| 1918–1919                      |                                |                                |                                |
| sinds 1919                     |                                |                                |                                |